# Santa Vitória (Beja)
Santa Vitória is een plaats (freguesia) in de Portugese gemeente Beja en telt 750 inwoners (2001).